# The power of two
The power of two is een livealbum en splitalbum van Karmakanic en Agents of Mercy. Deze beide muziekgroepen zijn gelieerd aan The Flower Kings. Deze laatste band deed het een tijdje rustig aan, maar Roine Stolt en Jonas Reingold konden niet stilzitten en hielden gezamenlijk een kleine tournee door Europa en de Verenigde Staten.
Van het concert in Whittier (Californië) op 10 oktober 2009 zijn opnamen gemaakt, waarvan een deel werd uitgegeven op het privélabel van Reingold, doch de compact disc was overal te koop. De muziek lijkt sterk op de muziek van Genesis uit de periode 1970-1975. De muziek lijkt dan wel op die van Genesis, maar de bandleden schreven zelf de muziek voor deze tournee, behalve het laatste nummer van dit album Afterglow, dat is van Tony Banks van Genesis, een nummer uit de tijd vlak nadat Peter Gabriel Genesis had verlaten. Een andere link met Genesis was de drummer tijdens de Amerikaanse tournee. Nick D'Virgilio zat achter het drumstel, hij speelde op enkele nummers van het Genesis album ...Calling All Stations....

## Musici
- Göran Edman – zang (Karmakanic)
- Nad Sylvan – zang, gitaar, basgitaar, toetsinstrumenten (AoM, Unifaun)
- Roine Stolt – gitaar, zang (AoM)
- Lalle Larsson – toetsinstrumenten (Karmakanic)
- Jonas Reingold – basgitaar (Karmakanic)
- Nick D'Virgilio – slagwerk

## Muziek
| Nr. | Titel                                             | Duur  |
| --- | ------------------------------------------------- | ----- |
| 1.  | The fading ghosts of twilight (Stolt)             | 8:21  |
| 2.  | Heroes and beacons (Stolt)                        | 10:00 |
| 3.  | Jesus on the barricades (Stolt)                   | 6:31  |
| 4.  | Where earth meets the sky (Reingold, Inger Ohlen) | 14:43 |
| 5.  | Do you tango? (Reingold)                          | 8:39  |
| 6.  | Lalles solo (Larsson)                             | 5:46  |
| 7.  | Eternally (Reingold, Ohlen)                       | 10:01 |
| 8.  | Afterglow (Banks)                                 | 6:36  |